# Asamblea de la Polinesia Francesa
La Asamblea de la Polinesia Francesa es el órgano legislativo de la colectividad de ultramar de Polinesia Francesa. Está compuesto por cincuenta y siete representantes elegidos por cinco años. Se encuentra en Papeete, capital de la Polinesia Francesa.

## Competencias de la asamblea
La asamblea fue creada en 1946 bajo el nombre de Asamblea Representativa, en 1957 pasa a llamarse Asamblea Territorial y finalmente en 1996 obtiene su nombre actual y más atribuciones.
De acuerdo con el artículo 102 de la ley orgánica n.º 2004-192 enmendada el 27 de febrero de 2004, sobre la condición autónoma de la colectividad de ultramar estipula: 

El conjunto de la Polinesia francesa regula por sus deliberaciones los asuntos de la Polinesia Francesa. Los poderes de la comunidad que caen dentro del dominio de la ley son ejercidos por la asamblea de la Polinesia Francesa. Todos los asuntos que caen dentro del ámbito de la Polinesia Francesa caen dentro de la jurisdicción de la Asamblea de la Polinesia Francesa, excepto aquellos que están asignados por esta ley orgánica al Consejo de Ministros o al Presidente de la Polinesia Francesa. La asamblea vota el presupuesto y las cuentas de la Polinesia Francesa. Controla la acción del presidente y el gobierno de la Polinesia Francesa

## Elecciones de sus miembros
La Asamblea de la Polinesia Francesa, consta de cincuenta y siete representantes elegidos por cinco años en sufragio universal directo (artículo 104 de la Ley Orgánica). El escrutinio es proporcional plurinominal en una ronda en seis circunscripciones electorales de múltiples miembros de acuerdo con su población. La distribución de escaños se hace entre todas las listas que obtuvieron una puntuación más allá de la cláusula de barrera del 5% de los votos.
Las nominaciones se hacen en listas compuestas alternativamente por un hombre y una mujer y en el contexto de un distrito electoral único (detalle a continuación) en el que los asientos se distribuyen de la siguiente manera:
Las nominaciones se hacen en listas compuestas alternativamente por un hombre y una mujer y en el contexto de un distrito electoral único (detalle a continuación) en el que los asientos se distribuyen de la siguiente manera:
- Islas de Barlovento (37)
- Islas de Sotavento (8)
- Islas Australes (3)
- Islas Gambier y Tuamotu Este (3)
- Archipiélago Tuamotu Oeste (3)
- Islas Marquesas (3)

Las personas elegibles son aquellas de dieciocho años, que están registradas en una lista electoral en la Polinesia Francesa.
Los representantes elegidos pueden formar grupos políticos. Su función es examinar y votar proyectos presentados por el gobierno o preparados por ellos.
También se les pide que emitan una resolución sobre ciertos proyectos de ley presentados por el Estado. Votan el presupuesto, deciden sobre las cuentas del Territorio (llamado "fenua").
El francés es la única lengua oficial de la Asamblea de la Polinesia Francesa.

### Circunscripciones electorales

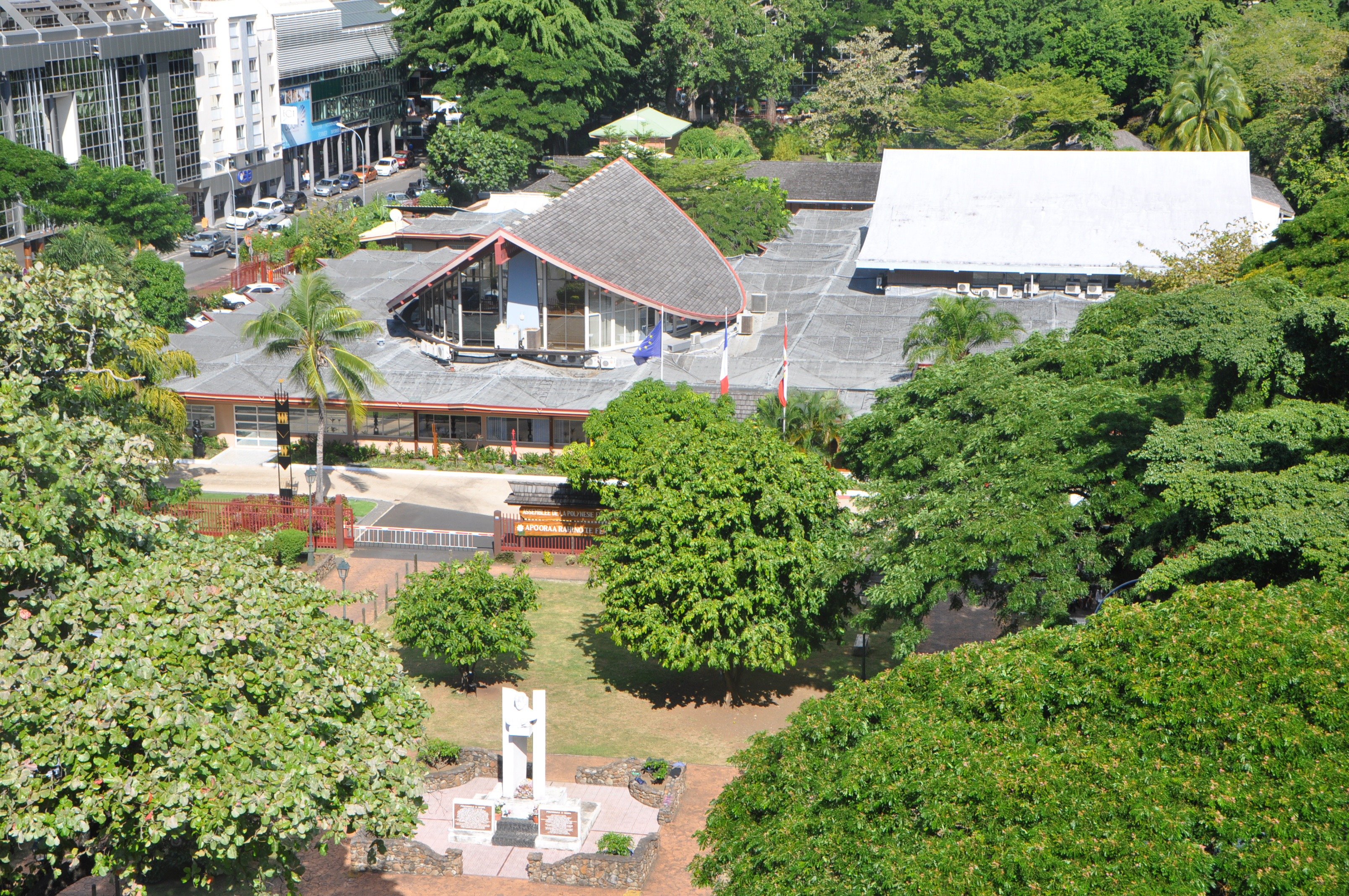
Plaza Tarahoì

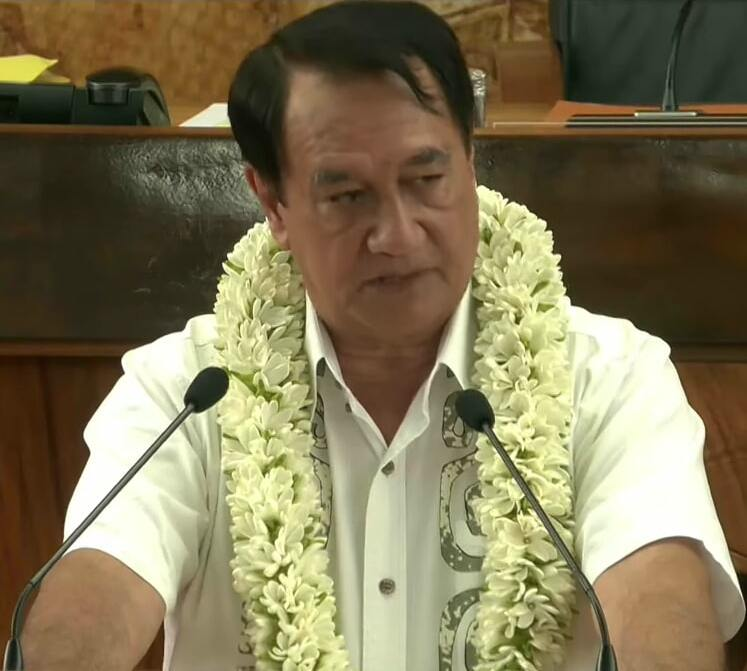
Antony Géros, actual Presidente de la Asamblea de la Polinesia Francesa.

La Polinesia Francesa forma una circunscripción electoral única, compuesta de ocho secciones. Cada sección tiene un mínimo de representación, establecido en tres asientos. Los asientos se distribuyen de la siguiente manera en las siguientes secciones:
- 1° La primera sección de las islas de Barlovento incluye los municipios de: Arue, Moorea-Maiao, Papeete y Pirae. Esta elige trece representantes;
- 2° La segunda sección de las islas de Barlovento incluye los municipios de: Hitiaa O Te Ra, Mahina Paea, Papara Taiarapu Este, Oeste Taiarapu y Teva I Uta. Esta elige trece representantes;
- 3° La tercera sección de las islas de Barlovento incluye las comunas de: Faa'a y Punaauia. Esta elige once representantes;
- 4° La sección de las islas de Sotavento incluye los municipios de: Bora Bora, Huahine, Maupiti, Tahaa, Taputapuatea, Tumaraa y Uturoa; Esta elige ocho representantes;
- 5° La sección occidental del archipiélago Tuamotu incluye las comunas de: Arutua, Fakarava, Manihi, Rangiroa y Takaroa. Ella elige 3 representantes;
- 6° La sección de las islas Gambier y el archipiélago Tuamotu Este incluye los municipios de: Anaa, Fangatau, Gambier, Hao, Hikueru, Makemo, Napuka, Nukutavake, Pukapuka, Reao, Tatakoto y Tureia. Esta elige tres representantes;
- 7° La sección de las islas Marquesas incluye las comunas de Fatu-Hiva, Hiva-oa, Nuku-Hiva, Tahuata, Ua-Huka y Ua-pou. Esta elige tres representantes;
- 8° La sección de las islas Australes incluye las comunas de: Raivavae, Rapa, Rimatara, Rurutu y Tubuai. Esta  elige tres representantes.